# Tabanus fraternus
Tabanus fraternus är en tvåvingeart som beskrevs av Macquart 1846. Tabanus fraternus ingår i släktet Tabanus och familjen bromsar. Inga underarter finns listade i Catalogue of Life.